# يفجيني لوتسينكو
يفجيني لوتسينكو (الروسية: Луценко, Евгений Олегович) (25 فبراير 1987 بأورينبورغ في روسيا - ) هو لاعب كرة قدم روسي في مركز الهجوم. شارك مع منتخب روسيا تحت 21 سنة لكرة القدم. أما مع النوادي، فقد لعب مع توربيدو موسكو ونادي روستوف وسليوت بيلغورود ‏ ونادي موردوفيا سارانسك وFC Stavropolye-2009 ‏ ونادي سكا خاباروفسك.

## وصلات خارجية
- يفجيني لوتسينكو على موقع قاعدة بيانات كرة القدم.إي يو (الإنجليزية)
- يفجيني لوتسينكو على موقع Soccerway.com (الإنجليزية)
- يفجيني لوتسينكو على موقع عالم كرة القدم.نت (الإنجليزية)